# Département de San Rafael (Mendoza)
Pour les articles homonymes, voir San Rafael.
Le département de San Rafael est une subdivision de la province de Mendoza, en Argentine. Son chef-lieu est la ville de San Rafael.

## Géographie
Le département s'étend sur 31 235 km2, soit environ un cinquième de la province. Il est bordé au nord par les départements de San Carlos, de Santa Rosa et de La Paz, à l'ouest par le Chili, au sud, par le département de Malargüe et la province de La Pampa, et à l'est par General Alvear et la province de San Luis. Deux rivières parcourent son territoire, le río Diamante et le río Atuel, dont les eaux sont essentielles pour la vie de la région.

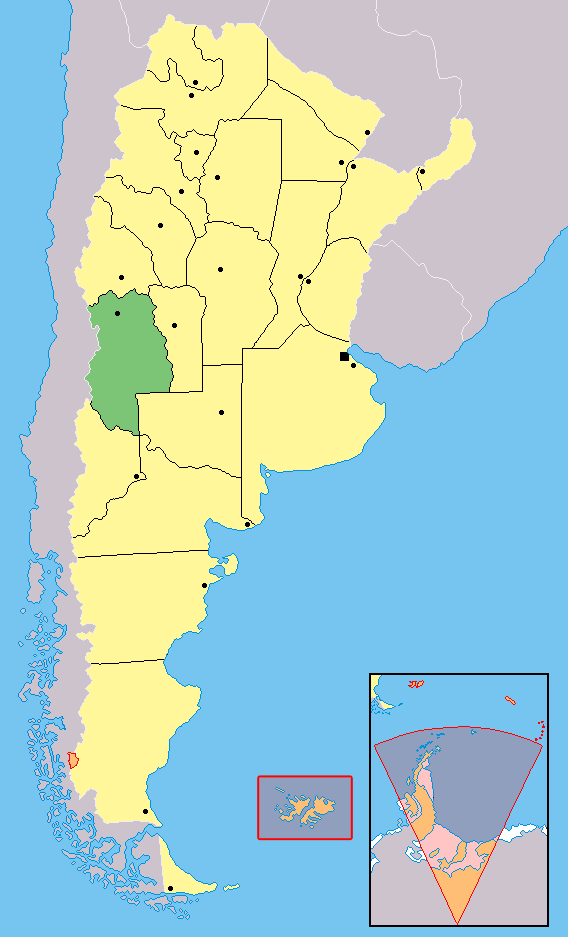
Localisation de la province de Mendoza en Argentine

La zone occidentale est occupée par la cordillère des Andes. Le reste de la province est une dépression connue sous le nom de dépression des Huarpes. C'est une vaste plaine qui s'étend jusqu'au río Desaguadero. En son centre (sud du département) se trouve l'énorme massif du Cerro Nevado.

## Économie
On y compte une grande quantité d'entreprises et de commerces liés au tourisme. En effet on constate ces dernières années une forte augmentation du nombre de touristes presque en majorité étrangers qui viennent contempler ses magnifiques paysages. On trouve aussi à San Rafael quelques-uns des principaux producteurs de vins (notamment vins mousseux) de la province de Mendoza.

## Villes et localités
- Capitán Montoya
- Costa El Toledano
- Cuadro Benegas
- Cuadro Nacional
- San Rafael, chef-lieu.